# 沃洛涅河畔莱庞日
沃洛涅河畔莱庞日（法語：Lépanges-sur-Vologne，法語發音：[lepɑ̃ʒ syʁ vɔlɔɲ] ⓘ）是法国大東部大區孚日省的一个市镇，属于埃皮纳勒区。

## 地理
沃洛涅河畔莱庞日（48°10'20"N, 6°40'16"E）面积7.57 平方千米，位于法国大東部大區孚日省，该省份为法国东北部内陆省份，北起默兹省和默尔特-摩泽尔省，西接上马恩省，南至上索恩省和贝尔福地区省，东临上莱茵省和下莱茵省。
与沃洛涅河畔莱庞日接壤的市镇（或旧市镇、城区）包括：代西蒙、费村、菲梅尼勒、拉沃利讷迪乌、梅梅尼勒、拉讷沃维尔-德旺莱庞日、普雷、维梅尼勒。

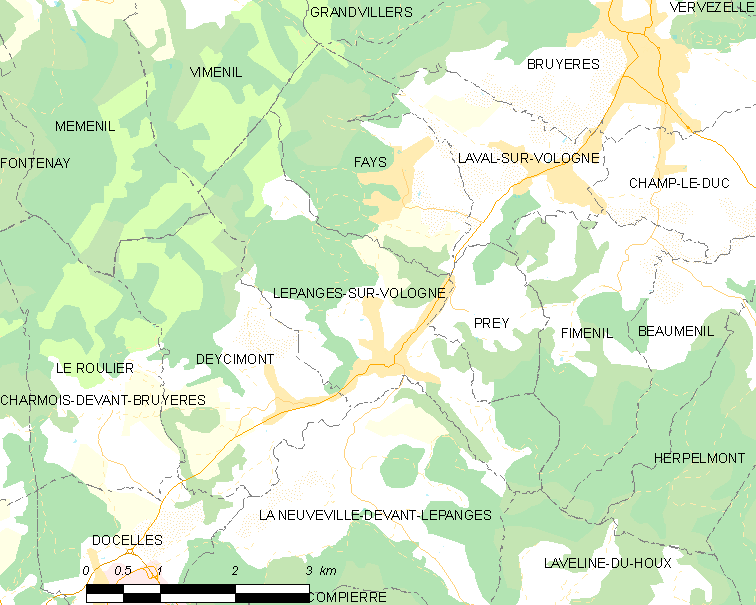
沃洛涅河畔莱庞日的OSM定位图

沃洛涅河畔莱庞日的时区为UTC+01:00、UTC+02:00（夏令时）。

## 行政
沃洛涅河畔莱庞日的邮政编码为88600，INSEE市镇编码为88266。

## 政治
沃洛涅河畔莱庞日所属的省级选区为布吕耶尔县。

## 人口

1962-2008年间沃洛涅河畔莱庞日人口变化图示

沃洛涅河畔莱庞日于2022年1月1日时的人口数量为838人。